# اصیله
اصیله (به فرانسوی: Asilah) یک شهرک در مراکش است که در طنجه تطوان واقع شده‌است.

## نگارخانه

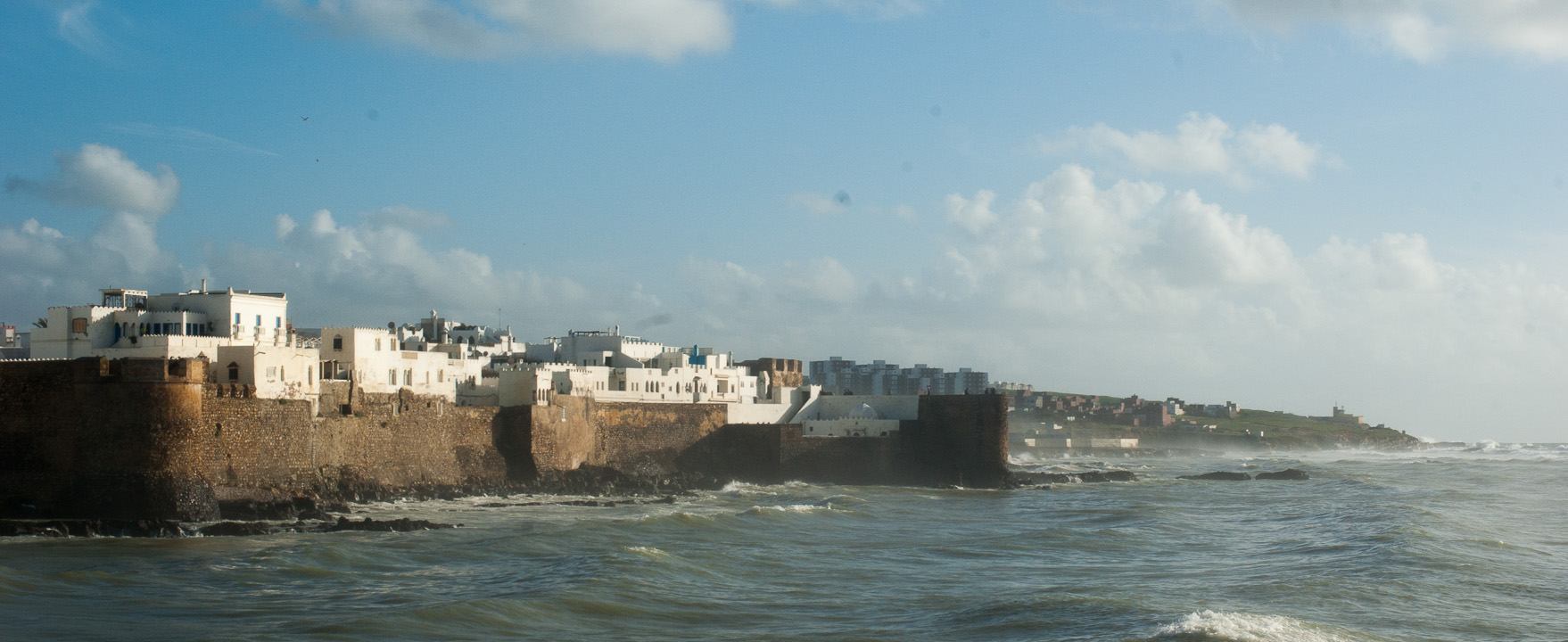
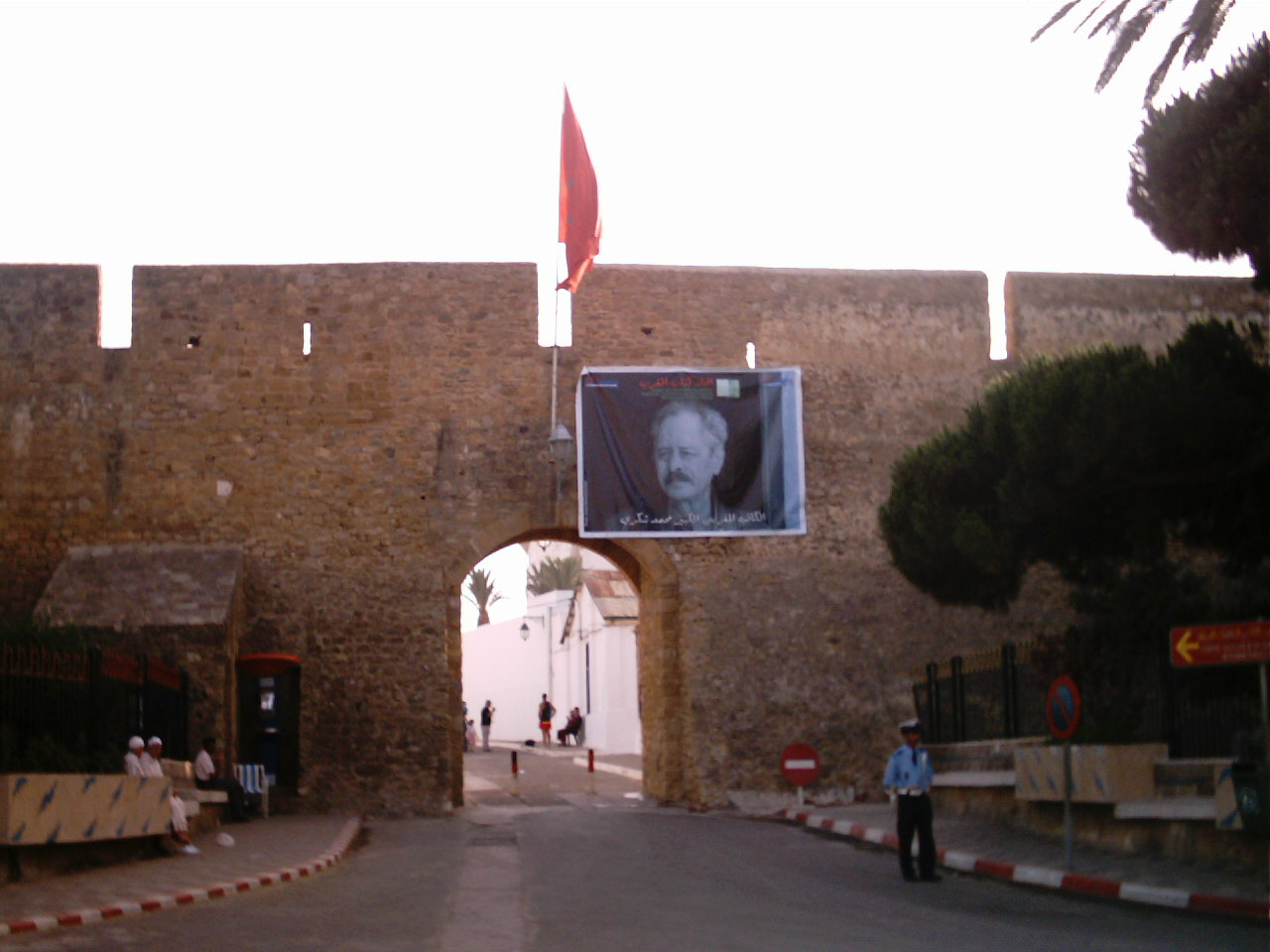
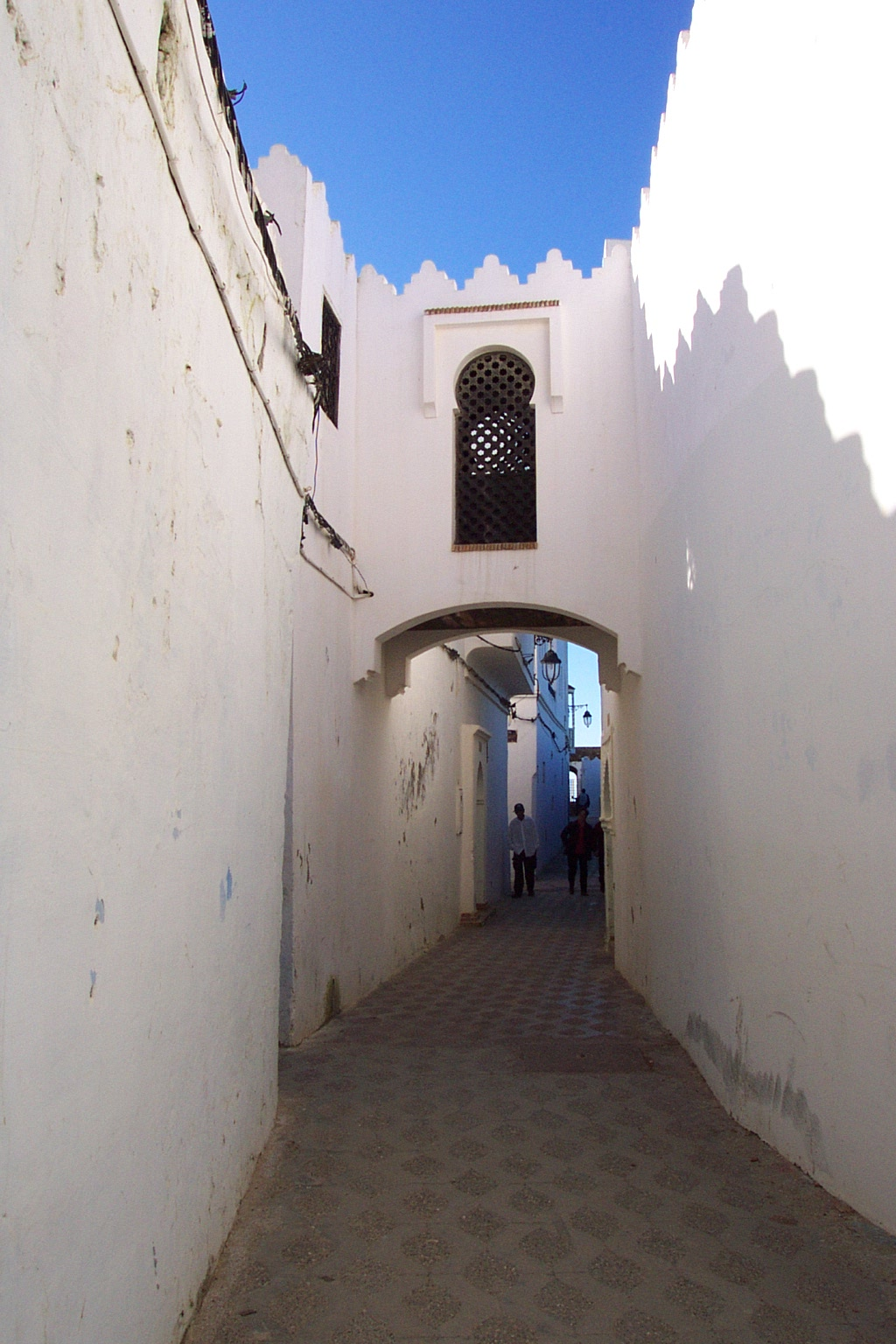
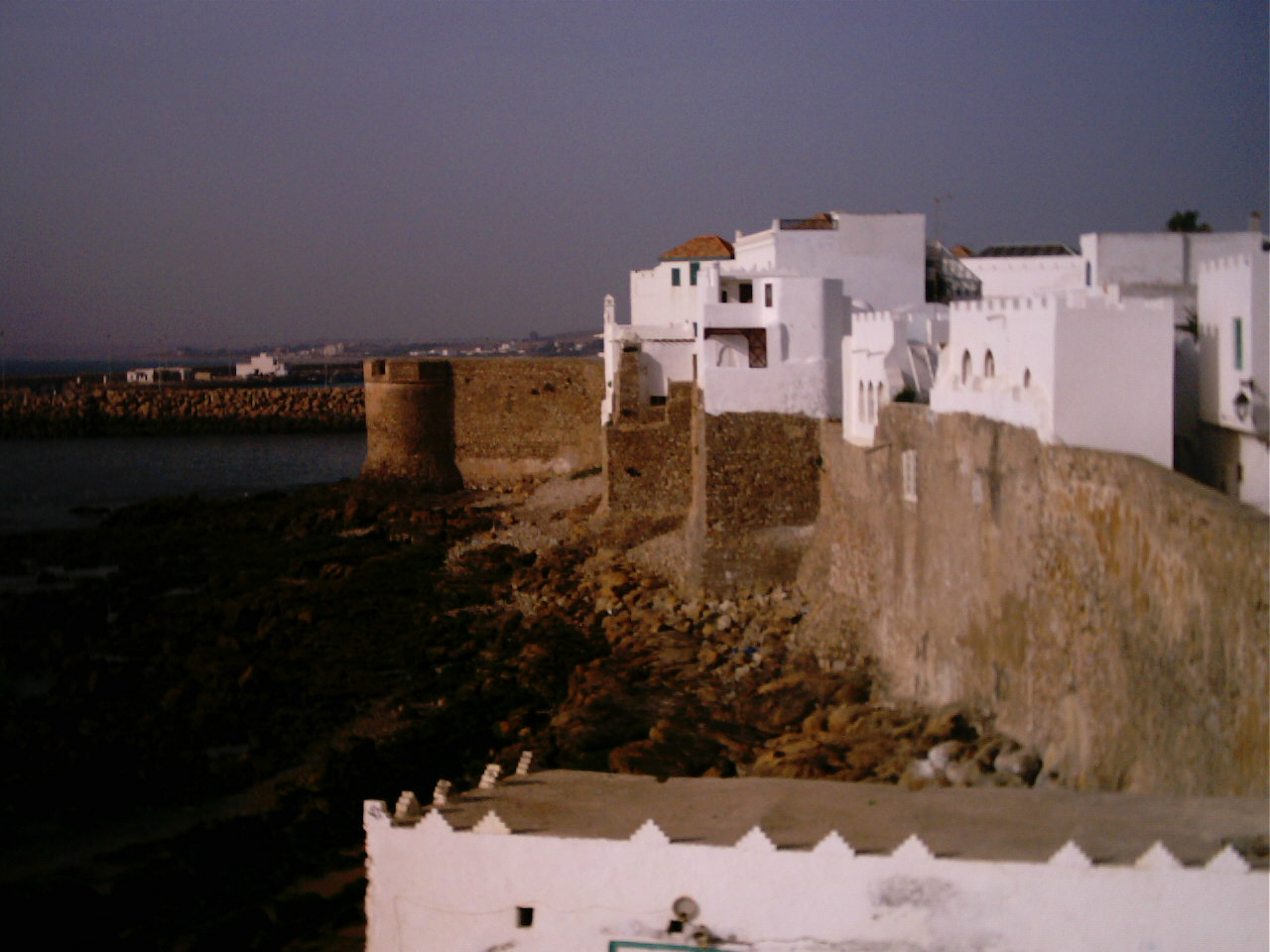
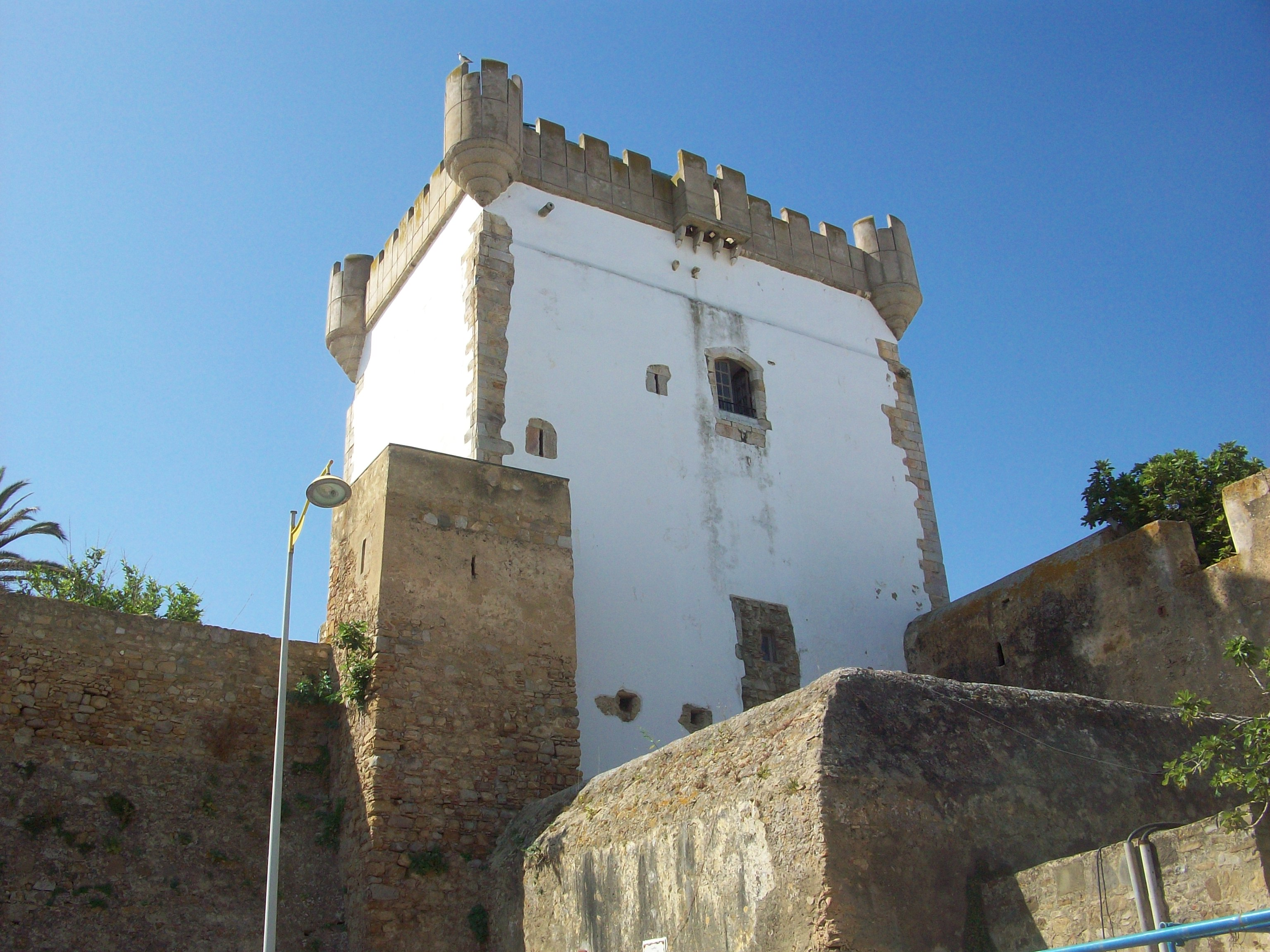
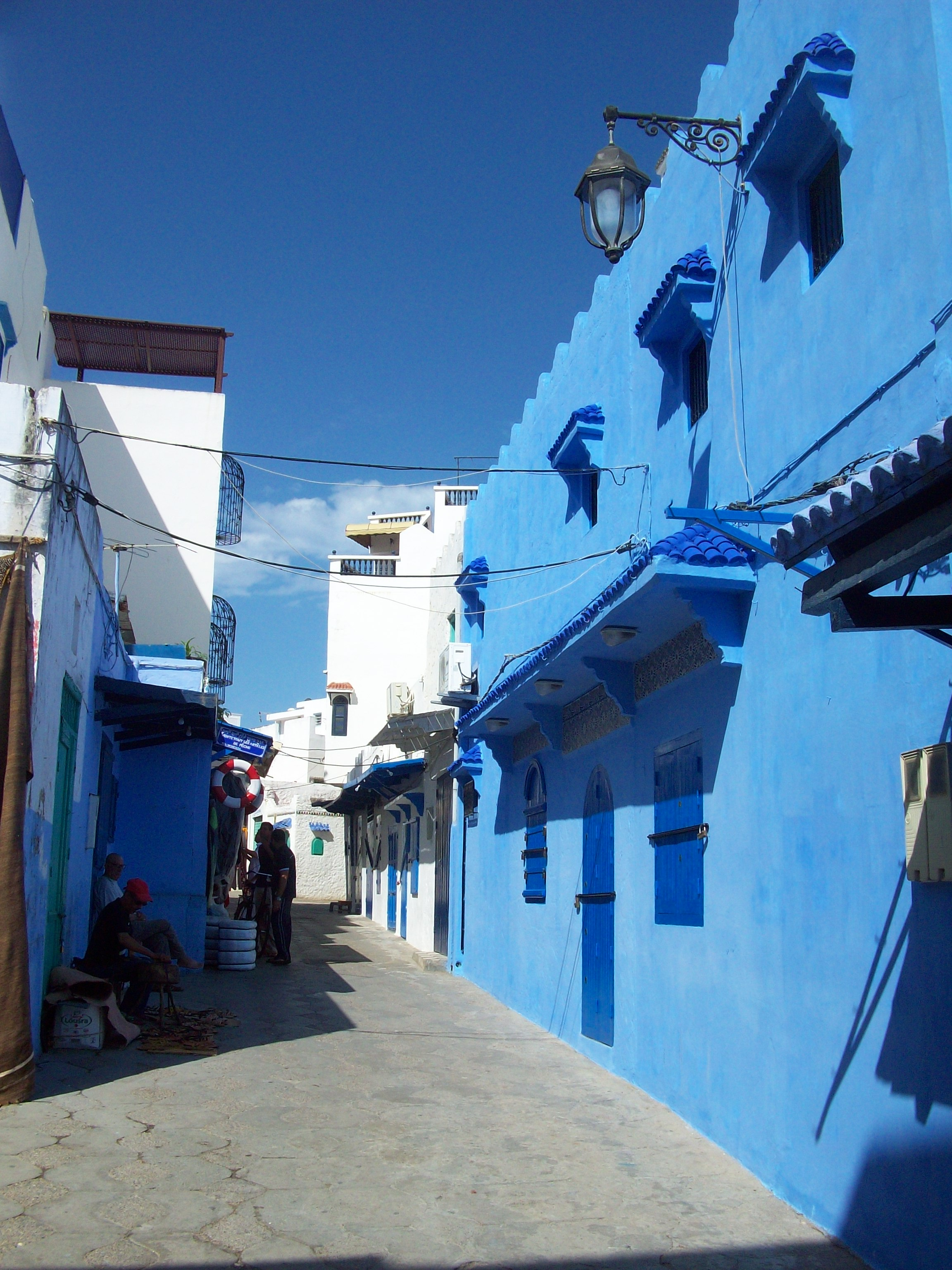
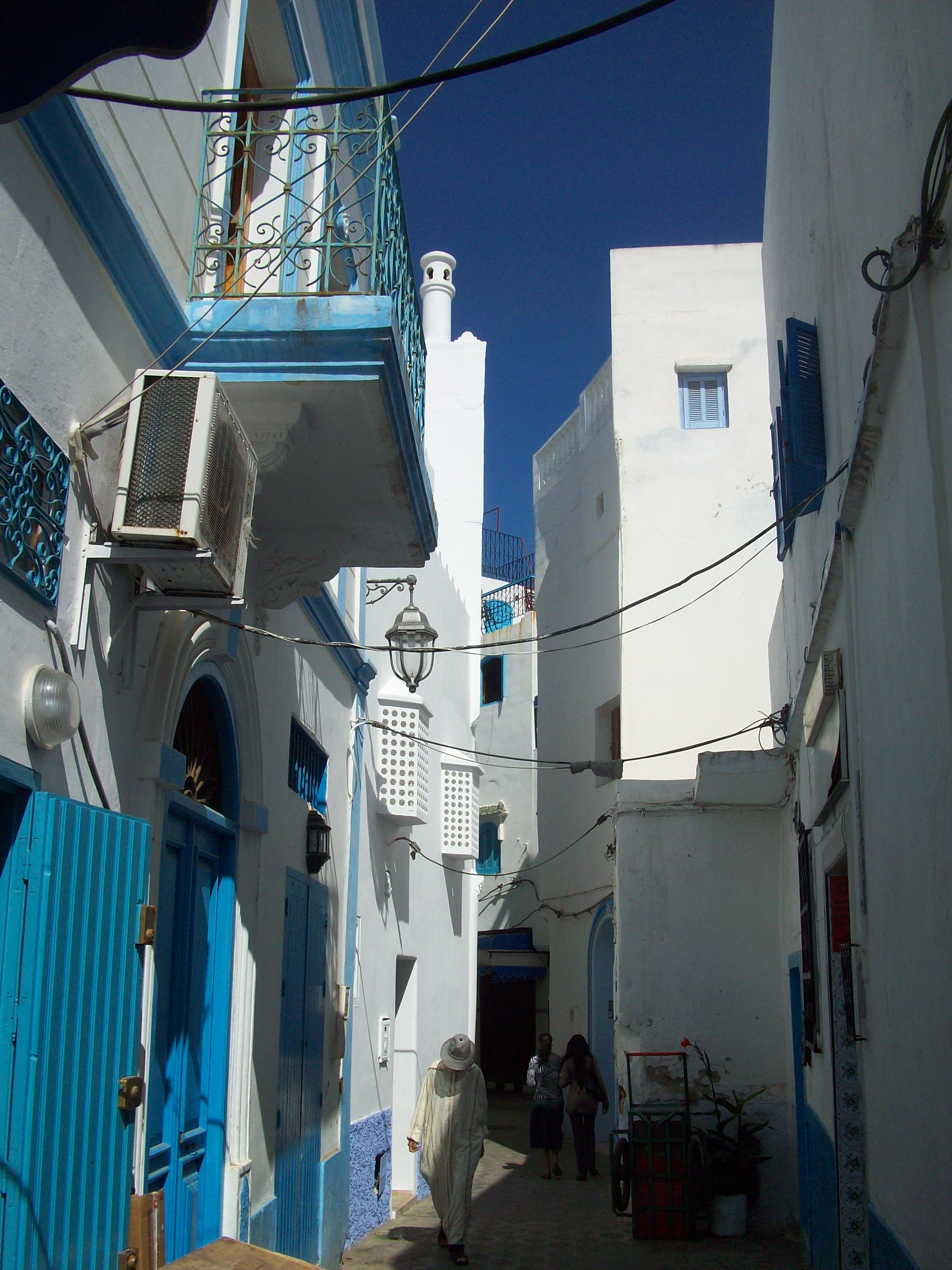
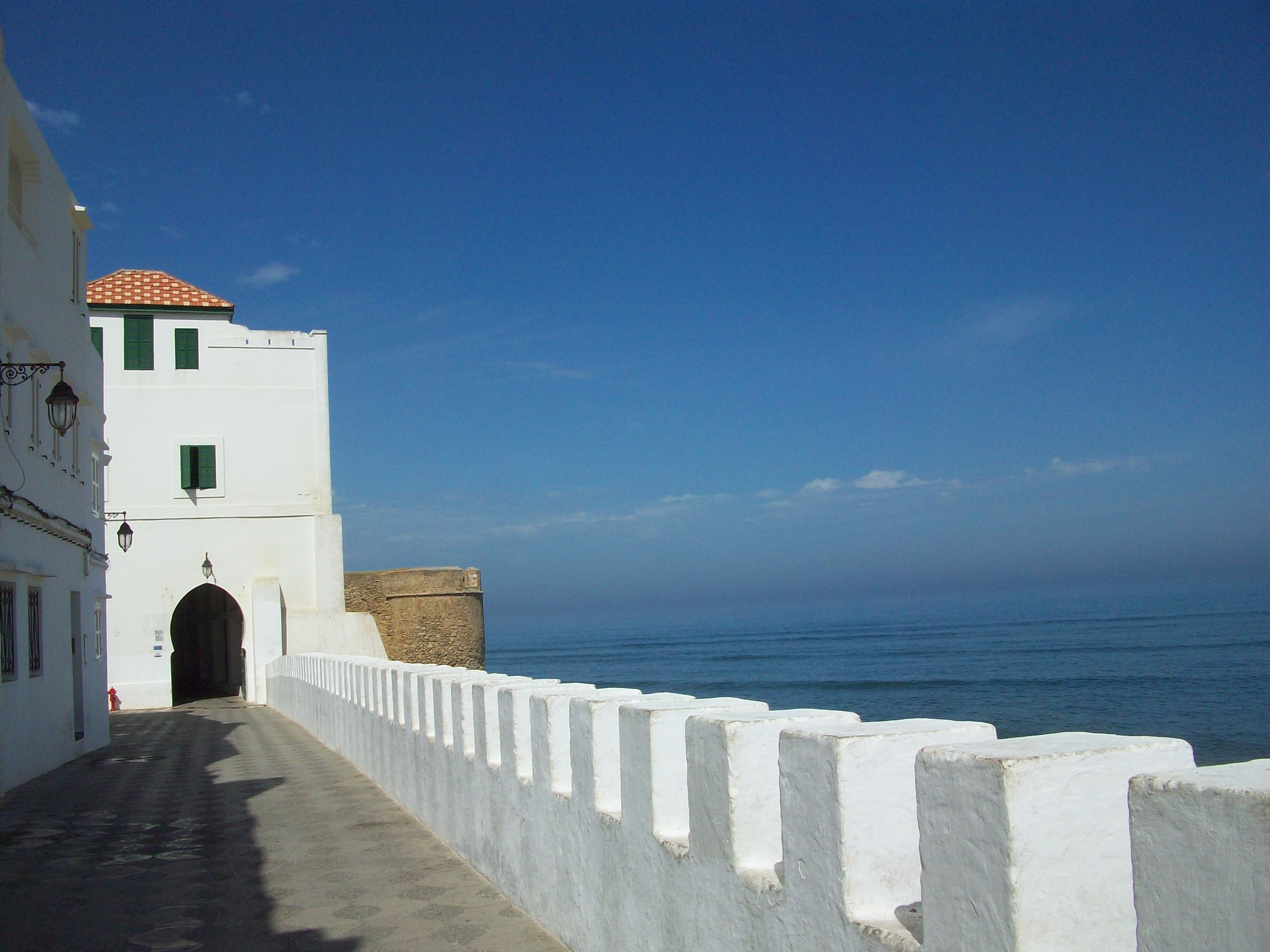
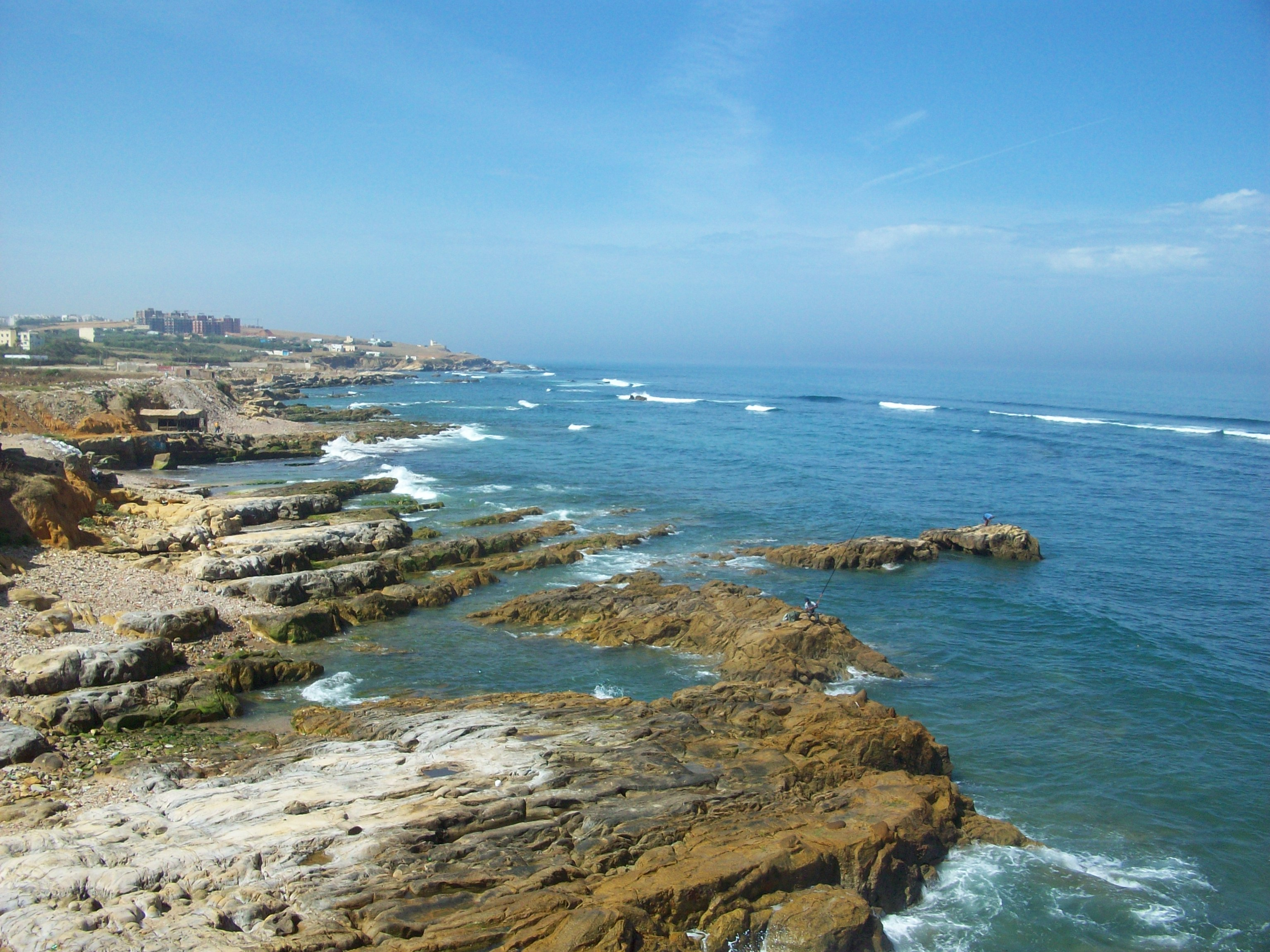
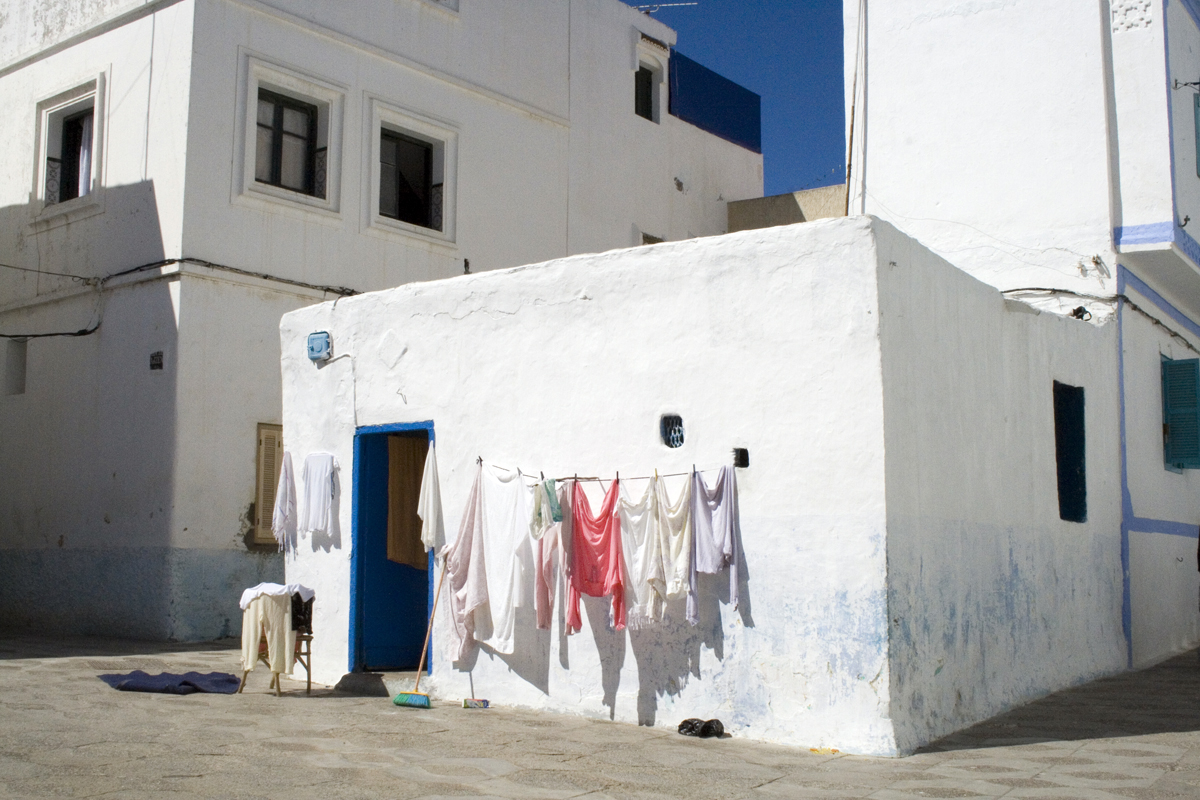